# Kellistown
Kellistown (oder Kellystown, irisch Cill Osna),  ist eine irische  Gemeinde, teilweise in der historischen Baronie Forth (irisch Fotharta), im County Carlow und  der Provinz Leinster, 7 km südwestlich von Carlow, an der Straße nach Newtown-Barry. Kellistown besteht aus 11 Townlands. Im Jahr 2011 lebten in Kellistown 1.001 Einwohner.
Kellistown war Schauplatz mehrerer berühmter Schlachten, darunter einer im Jahr 1398, als Roger Mortimer, 4. Earl of March, königlicher Leutnant von Irland unter Richard II., im Kampf gegen die gälischen Clans der O’Byrnes und der O’Tooles getötet wurde.